# Maison du Préchantre
La maison du Préchantre est situé à Tours dans le Vieux-Tours, au 5 rue de la Psalette. Le monument fait l’objet d’une inscription au titre des monuments historiques depuis 1946.